# Топкий Ключ
Топкий Ключ — скасоване селище (пізніше — село) Знаменської сільради (у 1941 р. входило до Усень-Івановської сільради) Белебеївського району Башкирської АРСР (раніше селище входило до Белебеївської волості Белебеївського кантону). Нині — однойменне урочище.
Батьківщина Олександра Федоровича Гнусіна (1919—2007) — полковника Радянської армії, учасника Другої світової війни, Героя Радянського Союзу (1945).
Координати: 54.114483, 54.432148
Станом на 1920 рік основна національність селища — росіяни, кількість дворів — 6 (1919 — 15, в 1926 — 13), чисельність — 33 особи (чоловіків — 13, жінок — 20). Знаходилося за 13 верст від центру (села Біжбуляк)

## Історія
Висілок села Усень–Івановський завод (нині село Усень-Івановське).

## Промисловість
Радгосп «Знам'янський», до 1941 року — колгосп «Праця», до 1933 р. — колгосп імені Яковлєва